# قطعنامه ۱۳۷۹ شورای امنیت
قطعنامه  ۱۳۷۹ شورای امنیت سازمان ملل متحد که در تاریخ ۲۰ نوامبر ۲۰۰۱ تصویب شد، سندی بین‌المللی دربارهٔ کودکان و درگیری‌های مسلحانه است. این قطعنامه طی نشست ۴۴۲۳ام با ۱۵ رای موافق، ۰ مخالف و ۰ ممتنع تصویب شد.